# Amblyglyphidodon aureus
Demoiselle dorée
Espèce
Amblyglyphidodon aureus, communément nommé Demoiselle dorée est un poisson marin démersal qui appartient à la famille des pomacentridés dont les Poissons-clowns font partie.

## Description

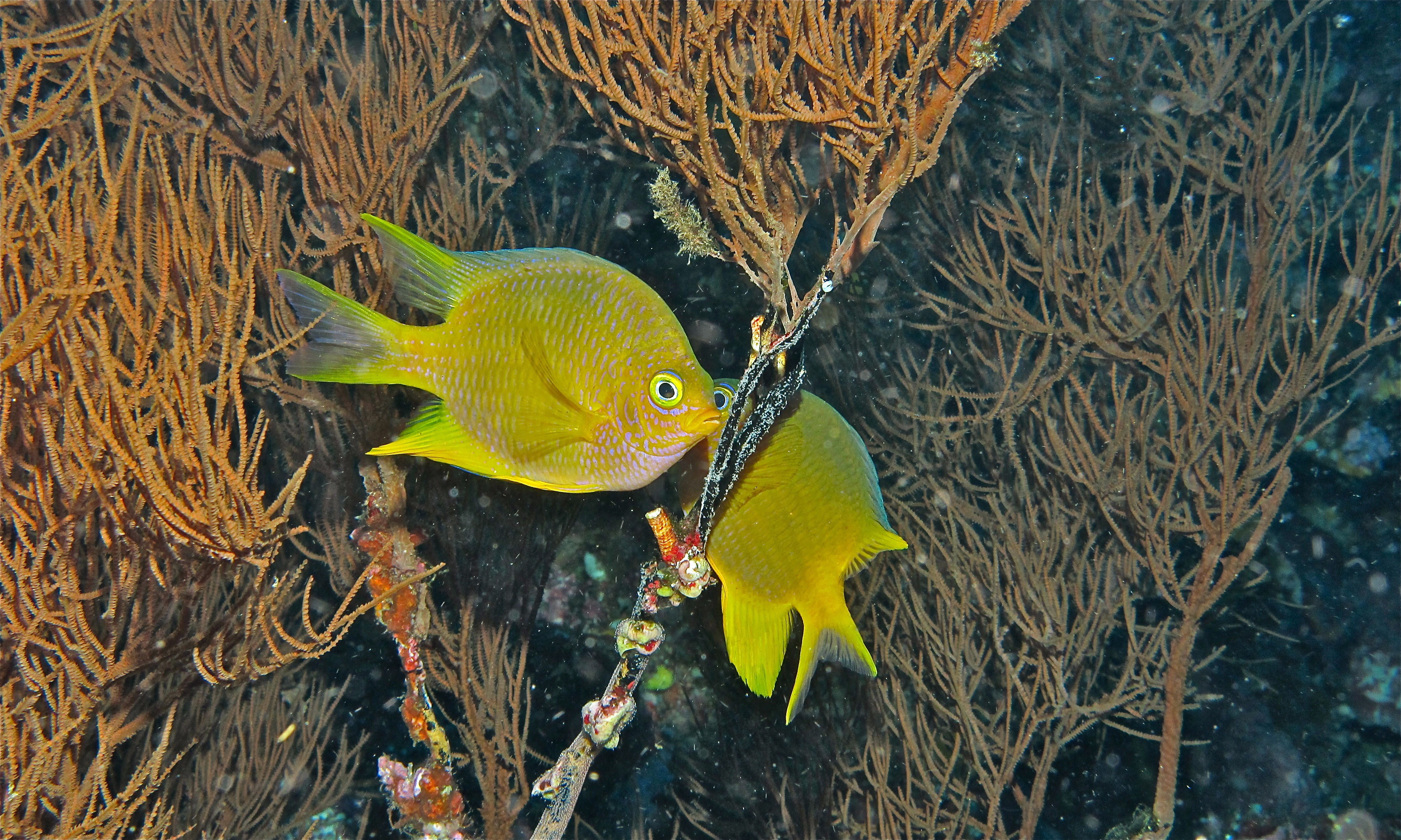
Amblyglyphidodon aureus (Sulawesi, Indonésie)

Amblyglyphidodon aureus est un poisson de petite taille, 12 cm maximum. Son corps est relativement haut, d'aspect trapu, comprimé latéralement. Sa nageoire caudale est fourchue. La terminaison de ses nageoires caudales, anales et dorsales est souvent transparente. La bouche est petite. La coloration de l'animal est jaune doré avec des taches blanches légèrement bleutées mais elle peut varier selon les individus et selon leur stade de maturité. En effet, les juvéniles n'ont souvent que les extrémités des nageoires et de la face jaunes et le reste du corps est de teinte gris nacré. Certains adultes possèdent la partie ventrale gris nacré.

## Répartition
La "Demoiselle dorée" se rencontre surtout dans les eaux tropicales du centre du bassin Indo-Pacifique.

## Habitat
Amblyglyphidodon aureus a une prédilection pour les récifs coralliens externes, les tombants, zones rocheuses exposés au courant où se concentrent les gorgones et autres coraux noirs qui leur servent de refuge en cas de danger. On la trouve plus occasionnellement dans les lagons profonds.

## Nourriture
Amblyglyphidodon aureus se nourrit de zooplancton qu'il capte en pleine eau en se positionnant face au courant.

## Comportement
La "Demoiselle dorée" a une activité diurne et vit seule ou en petit groupe à proximité directe d'un abri.